# みゅーじん
みゅーじんとは、テレビ東京系で2004年4月2日から2009年3月29日まで毎週日曜日22:54 - 23:24 (JST) に放送されていた音楽番組。BSジャパンでも放送している。
スポンサーはヤマハグループ（ヤマハ・ヤマハ音楽振興会・ヤマハ発動機）を筆頭とした複数社提供。

## 概要
当初は音遊人（みゅーじん）として6分のミニ番組として毎週金曜日22:54 - 23:00にテレビ東京系列でスタートした。さまざまなジャンルのミュージシャンを中心に、番組名にちなんだ音で遊ぶ人をコンセプトに音楽の魅力を語ることにスポットを当てていた。ミュージシャン以外には音楽を志向する俳優 ・ タレントが出演する場合もあった。
当時のスポンサーはYAMAHAのみであった。その後、1年半の期間を経て2005年10月に放送時間を24分に拡大した。放送時間が24分になってからは、新たにゲストとのトークとスタジオ内でのLIVEが行われ、司会は内藤剛志と香椎由宇が務めるようになった。ナレーターは6分時代に引き続き今井美樹が担当するほか、オープニングCGも番組開始時と同じである。
スポンサー読みはナレーターが担当しており「この番組はYAMAHAとご覧のスポンサー～」となり、表示形態は「ソロモン流」と同じ。2006年4月から一部リニューアルし、放送時間も26分に拡大、司会は内藤剛志とキタキマユになった。同年10月からみゅーじんと番組名をひらがなにして30分に拡大し、スタジオトーク中心の内容から司会を置かないアーティストの素顔などに迫ったドキュメンタリー仕立ての内容となり現在に至る。

## 出演者

### ナレーター
- 今井美樹（2004年4月2日 - 2006年3月25日）
- nona（2006年4月1日 - 2006年9月30日）
- 石井康嗣（2006年10月1日 - 2007年9月30日）
- 永井大（2007年10月7日 - 2009年3月29日）

### 司会
- 内藤剛志（2005年10月1日 - 2006年9月30日）

### アシスタント
- 香椎由宇（2005年10月1日 - 2006年3月25日）
- キタキマユ（2006年4月1日 - 2006年9月30日）

## 放送時間

### テレビ東京系列
- 2004年4月2日 - 2005年9月30日 金曜 22:54 - 23:00（6分）
- 2005年10月1日 - 2006年3月25日 土曜 22:30 - 22:54（24分）
- 2006年4月1日 - 2006年9月30日 土曜 12:00 - 12:26（26分）
- 2006年10月1日 - 2009年3月29日 日曜 22:54 - 23:24（30分）

※2006年4月の枠移動の際、同時期に土曜11時台に移動した「徳光&コロッケの“名曲の時間です”」と併せ、テレビ東京では土曜昼帯（11:00 - 12:26）が一時期ゴルフ番組の帯から音楽番組の帯となった。しかし本番組の改題・プライム帯への再度の枠移動に加え、「徳光&コロッケの“名曲の時間です”」の終了に伴いわずか半年で解消、再度ゴルフ番組の帯に戻る形となった。

### BSジャパン
- 2004年4月7日 - 2005年9月28日 水曜 20:49 - 20:55（6分）
- 2005年10月5日 - 2006年3月29日 水曜 24:00 - 24:24（24分）
- 2006年4月5日 - 2006年10月4日 水曜 24:00 - 24:26（26分）
- 2006年10月11日 - （変更時期失念） 水曜 24:00 - 24:30分（30分）
- （変更時期失念） - 現在（金曜 22時00分 - 22時30分） 30分

### テレビ東京系列以外の局
6分Ver.
- 2005年3月12日 - 2005年10月1日 土曜 10:24 - 10:30 テレビ静岡
- 2005年10月2日 - 2006年1月29日（同上） 北陸放送

24分Ver.
- 2005年10月1日 - 2006年3月25日 土曜 22:30 - 22:54 岐阜放送
- 2005年10月15日 - 2006年3月18日 土曜 22:30 - 22:54 テレビ和歌山
- 2006年1月21日 - 2006年1月28日 土曜 16:30 - 16:54 北陸放送

24分、26分、30分Ver.
- 2005年11月6日 - 現在（下記のネット局を参照） びわ湖放送
- 2006年1月26日 - 現在（同上） 長崎国際テレビ
- 2008年4月13日 - 現在（同上） 熊本県民テレビ

### ネット局
| 放送対象地域   | 放送局                     | 系列           | 放送曜日・時間     | 放送日の遅れ |
| -------------- | -------------------------- | -------------- | ------------------ | ------------ |
| 関東広域圏     | テレビ東京（TX）【製作局】 | テレビ東京系列 | 日曜 22:54 - 23:24 | ---          |
| 北海道         | テレビ北海道（TVh）        | テレビ東京系列 | 日曜 22:54 - 23:24 | ---          |
| 愛知県         | テレビ愛知（TVA）          | テレビ東京系列 | 日曜 22:54 - 23:24 | ---          |
| 大阪府         | テレビ大阪（TVO）          | テレビ東京系列 | 日曜 22:54 - 23:24 | ---          |
| 岡山県・香川県 | テレビせとうち（TSC）      | テレビ東京系列 | 日曜 22:54 - 23:24 | ---          |
| 福岡県         | TVQ九州放送（TVQ）         | テレビ東京系列 | 日曜 22:54 - 23:24 | ---          |
| BSデジタル     | BSジャパン（BSJ）          | テレビ東京系列 | 金曜 22:00 - 22:30 | 5日遅れ      |
| 滋賀県         | びわ湖放送（BBC）          | 独立UHF局      | 日曜 18:05 - 18:30 | 28日遅れ     |
| 岩手県         | テレビ岩手（TVI）          | 日本テレビ系列 | 不定期放送         | （不明）     |
| 長崎県         | 長崎国際テレビ（NIB）      | 日本テレビ系列 | 火曜 24:56 - 25:21 | 100日遅れ    |
| 熊本県         | 熊本県民テレビ（KKT）      | 日本テレビ系列 | 木曜 25:08 - 25:38 | （不明）     |
| 鹿児島県       | 南日本放送（MBC）          | TBS系列        | 土曜 17:00 - 17:30 | （不明）     |

- テレビ岩手は、2007年6月18日以降は不定期放送。
- 岐阜放送は、昼帯に移る際まで同時ネットしていたが移動で打ち切りになっている。

## スタッフ

### 2004年4月2日-2006年9月30日
- 構成：たちばなひとなり、もみの
- TD：田中圭介
- カメラ：近藤剛史
- 映像：佐藤誠二
- 照明：水野暁夫（テレビ東京アート）
- 音声：五十嵐公彦、窪田佳光（テクノマックス）
- PA：吉竹新（サンフォニックス）
- 楽器：サンフォニックス
- アートプロデューサー：宇都木民雄（テレビ東京アート）
- 美術デザイン：薬王寺哲朗（テレビ東京アート）
- 美術進行：小越敏彦（テレビ東京アート）
- 大道具：安楽信行
- メイク：山田かつら
- 音効：高取謙（Thee BLUEBEAT）
- TK：有馬由美子
- 編集：水沼治久（テレテックメディアパーク）
- MA：服部大介（テレテックメディアパーク）
- 協力：ヤマハ音楽院
- プロデューサー：川幡浩（テレビ東京）
- ロケ技術：ビデオウイング
- 制作進行：森田真由美
- ディレクター：星俊一、露木寛子、根津伸行、鈴木康弘、橋本美紀
- 製作著作：テレビ東京

### 2006年10月1日-2009年3月29日（放送終了時）
- 構成：AKO、折戸泰二郎、平岡秀章、成島正浩、江戸川ダビ夫、西秀進
- 編集：瀧川賢一
- MA：梶山恭一
- 音響効果：降矢健志
- CG：加藤陽一
- 番宣：大信礼子
- デスク：金多賀歩美
- 演出補：三富達郎、渡邊新之輔、宮脇直也、中村祥子、乗田公平、菅谷陽介
- 演出：渡邊りょう、井出和生、井村泰二郎、野中哲也、原田浩一、橋本美紀、混石英樹、長田剛、今泉哲也
- AP：星俊一、山下仁志、山本昌広
- 監修：川幡浩（テレビ東京ミュージック）
- 総合演出：小泉浩之
- プロデューサー：澤井伸之、道上正広、植木栄次、高田功一、飯塚優子、井関勇人
- 技術協力：池田屋、麻布プラザ
- 制作協力：BOBOS、NO.1s、エムファーム、
- 製作著作：テレビ東京

## 番組内容

### 「音遊人」（金曜 22:54-23:00）
| 放送リスト | 放送リスト     | 放送リスト                                   |
| 回         | 放送日         | ゲスト                                       |
| ---------- | -------------- | -------------------------------------------- |
| 1          | 2004年4月2日   | 日野皓正(1回)                                |
| 2          | 2004年4月9日   | 大林宣彦(1回)                                |
| 3          | 2004年4月16日  | 大林宣彦(2回)                                |
| 4          | 2004年4月23日  | アーネスト・M・比嘉                          |
| 5          | 2004年4月30日  | みうらじゅん                                 |
| 6          | 2004年5月7日   | 秋吉敏子(1回)                                |
| 7          | 2004年5月14日  | 秋吉敏子(2回)                                |
| 8          | 2004年5月21日  | 加瀬健吾                                     |
| 9          | 2004年5月28日  | 村上淳                                       |
| 10         | 2004年6月4日   | 山瀬理桜                                     |
| 11         | 2004年6月11日  | 土屋賢二                                     |
| 12         | 2004年6月18日  | 日野皓正(2回)                                |
| 13         | 2004年6月25日  | 坂本龍一(1回)                                |
| 14         | 2004年7月2日   | 坂本龍一(2回)                                |
| 15         | 2004年7月9日   | 猪俣猛                                       |
| 16         | 2004年7月16日  | 大竹五月                                     |
| 17         | 2004年7月23日  | 平松さんご一家                               |
| 18         | 2004年7月30日  | 村治佳織                                     |
| 19         | 2004年8月6日   | 押尾コータロー                               |
| 20         | 2004年8月13日  | 坂本龍一(3回)                                |
| 21         | 2004年8月20日  | 日野皓正(3回)                                |
| 22         | 2004年8月27日  | 南佳孝                                       |
| 23         | 2004年9月3日   | 石川直                                       |
| 24         | 2004年9月10日  | 上野樹里                                     |
| 25         | 2004年9月17日  | バリー・ハリス                               |
| 26         | 2004年9月24日  | 喜多郎                                       |
| 27         | 2004年10月1日  | 川井郁子                                     |
| 28         | 2004年10月8日  | 秋山仁                                       |
| 29         | 2004年10月15日 | 小沼ようすけ                                 |
| 30         | 2004年10月22日 | マキシム                                     |
| 31         | 2004年10月29日 | 仲道郁代                                     |
| 32         | 2004年11月5日  | 渋さ知らズ                                   |
| 33         | 2004年11月12日 | 矢野顕子(1回)                                |
| 34         | 2004年11月19日 | 上原ひろみ(1回)                              |
| 35         | 2004年11月26日 | 上原ひろみ(2回)                              |
| 36         | 2004年12月3日  | S.E.N.S.（勝木ゆかり・深浦昭彦）             |
| 37         | 2004年12月10日 | 矢野顕子(2回)                                |
| 38         | 2004年12月17日 | KATCHAN                                      |
| 39         | 2004年12月24日 | 千住明                                       |
| 40         | 2005年1月7日   | ペッカー                                     |
| 41         | 2005年1月14日  | 狩野泰一                                     |
| 42         | 2005年1月21日  | 自由演奏会2004                               |
| 43         | 2005年1月28日  | 寺井尚子                                     |
| 44         | 2005年2月4日   | 上原ひろみ(3回)                              |
| 45         | 2005年2月11日  | 原田永幸                                     |
| 46         | 2005年2月18日  | デビッド・マシューズ                         |
| 47         | 2005年2月25日  | 松永英也                                     |
| 48         | 2005年3月4日   | 富岡ヤスヤ                                   |
| 49         | 2005年3月11日  | トレイ・ヒルマン                             |
| 50         | 2005年3月18日  | ハングリーデイズ                             |
| 51         | 2005年3月25日  | 道満雅彦                                     |
| 52         | 2005年4月1日   | 須川展也(1回)                                |
| 53         | 2005年4月8日   | 寺内タケシ                                   |
| 54         | 2005年4月15日  | 宮川彬良                                     |
| 55         | 2005年4月22日  | 上妻宏光                                     |
| 56         | 2005年4月29日  | 千住真理子                                   |
| 57         | 2005年5月6日   | 照屋林賢                                     |
| 58         | 2005年5月13日  | 須川展也(2回)                                |
| 59         | 2005年5月20日  | 桑野信義                                     |
| 60         | 2005年5月27日  | 大島ミチル                                   |
| 61         | 2005年6月3日   | 宮沢和史                                     |
| 62         | 2005年6月10日  | PE'Z                                         |
| 63         | 2005年6月17日  | 渡辺裕之                                     |
| 64         | 2005年6月24日  | チック・コリア(1回)                          |
| 65         | 2005年7月1日   | 三浦友理枝                                   |
| 66         | 2005年7月8日   | 藤岡琢也(1回)                                |
| 67         | 2005年7月15日  | チック・コリア(2回)                          |
| 68         | 2005年7月22日  | 小曽根真(1回)                                |
| 69         | 2005年7月29日  | 藤岡琢也(2回)                                |
| 70         | 2005年8月5日   | 小曽根真(2回)                                |
| 71         | 2005年8月12日  | リー・リトナー                               |
| 72         | 2005年8月19日  | 工藤重典                                     |
| 73         | 2005年8月26日  | 拝郷メイコ                                   |
| 74         | 2005年9月9日   | チック・コリア(3回)                          |
| 75         | 2005年9月16日  | PYRAMID（鳥山雄司・神保彰・和泉宏隆）        |
| 76         | 2005年9月23日  | 中ノ森BAND（AYAKO・SHINAMON・YUCCO・CHEETA） |
| 77         | 2005年9月30日  | 山下洋輔                                     |

### 「音遊人」（土曜 22:30-22:54）
| 放送リスト | 放送リスト     | 放送リスト                                             | 放送リスト                                             |
| 回         | 放送日         | スタジオゲスト                                         | みゅーじんFile（VTRゲスト）                            |
| ---------- | -------------- | ------------------------------------------------------ | ------------------------------------------------------ |
| 1          | 2005年10月1日  | 日野皓正                                               |                                                        |
| 2          | 2005年10月8日  | 上原ひろみ                                             | 上原ひろみ                                             |
| 3          | 2005年10月15日 | 小堺一機                                               | 中西俊博                                               |
| 4          | 2005年10月22日 | 乙葉                                                   | 上原彩子                                               |
| 5          | 2005年10月29日 | 斉藤暁                                                 | 藤井フミヤ                                             |
| 6          | 2005年11月5日  | 岩城滉一                                               | 溝口肇                                                 |
| 7          | 2005年11月12日 | 三遊亭小遊三                                           | 菊地成孔                                               |
| 8          | 2005年11月19日 | 三倉茉奈・佳奈                                         | 大萩康司                                               |
| 9          | 2005年11月26日 | 錦野旦                                                 | 服部克久                                               |
| 10         | 2005年12月10日 | 小倉久寛                                               | 矢井田瞳                                               |
| 11         | 2005年12月17日 | パパイヤ鈴木                                           | 小野リサ                                               |
| 12         | 2005年12月24日 | X'masスペシャル：KONISHIKI＆アグネス・チャン＆マルシア | X'masスペシャル：KONISHIKI＆アグネス・チャン＆マルシア |
| SP         | 2005年12月29日 | 1時間スペシャル                                        | 荘村清志                                               |
| 13         | 2006年1月7日   | 加山雄三                                               | 山中千尋                                               |
| 14         | 2006年1月14日  | 佐野史郎                                               | 西村由紀江                                             |
| 15         | 2006年1月21日  | 真中瞳                                                 | 原朋直＆佛坂咲千生                                     |
| 16         | 2006年1月28日  | 未唯                                                   | 松永貴志                                               |
| 17         | 2006年2月4日   | ドン小西                                               | 佐渡裕                                                 |
| 18         | 2006年2月11日  | 土屋賢二                                               | 土屋賢二                                               |
| 19         | 2006年2月18日  | 林隆三                                                 | ケニー・G                                              |
| 20         | 2006年2月25日  | 山本耕史                                               | 野崎良太                                               |
| 21         | 2006年3月4日   | 加藤茶                                                 | 三村奈々恵                                             |
| 22         | 2006年3月11日  | 竹中直人＆ゴンチチ                                     | 大江慎也                                               |
| 23         | 2006年3月18日  | CORE OF SOUL（Fukko・ソン・ルイ・飯塚啓介）            | 小女子十二楽坊                                         |
| 24         | 2006年3月25日  | 今井美樹                                               | 総集編                                                 |

### 「音遊人」（土曜 12:00-12:26）
| 放送リスト | 放送リスト    | 放送リスト                            |
| 回         | 放送日        | ゲスト                                |
| ---------- | ------------- | ------------------------------------- |
| 25         | 2006年4月1日  | 日野皓正                              |
| 26         | 2006年4月8日  | Synchronized DNA（神保彰・則竹裕之）  |
| 27         | 2006年4月15日 | 室井滋                                |
| 28         | 2006年4月22日 | 渡辺香津美                            |
| 29         | 2006年4月29日 | 小林香織＆野村義男                    |
| 30         | 2006年5月6日  | 西城秀樹                              |
| 31         | 2006年5月13日 | 熊本マリ                              |
| 32         | 2006年5月20日 | ケイコ・リー                          |
| 33         | 2006年5月27日 | 城戸真亜子＆山形由美                  |
| 34         | 2006年6月3日  | 藤井尚之＆屋敷豪太                    |
| 35         | 2006年6月10日 | 石川直                                |
| 36         | 2006年6月17日 | 小沼ようすけ＆SINSKE＆松永英也        |
| 37         | 2006年6月24日 | 田中健＆デビッド・マシューズ          |
| 38         | 2006年7月1日  | 遊佐未森                              |
| 39         | 2006年7月8日  | 小野リサ                              |
| 40         | 2006年7月15日 | PE'Z                                  |
| 41         | 2006年7月22日 | PYRAMID（鳥山雄司・神保彰・和泉宏隆） |
| 42         | 2006年7月29日 | ブラザートム                          |
| 43         | 2006年8月5日  | 五木ひろし                            |
| 44         | 2006年8月12日 | リナ・パーク＆yumi＆新倉瞳            |
| 45         | 2006年8月19日 | 野口五郎                              |
| 46         | 2006年8月26日 | 桑野信義                              |
| 47         | 2006年9月2日  | 菊地成孔                              |
| 48         | 2006年9月9日  | 沖仁＆逢坂剛                          |
| 49         | 2006年9月16日 | 高橋ジョージ＆Tina                    |
| 50         | 2006年9月23日 | 総集編スペシャル                      |
| 51         | 2006年9月30日 | チック・コリア＆上原ひろみ            |

### 「みゅーじん」
| 放送リスト | 放送リスト     | 放送リスト                                                     |
| 回         | 放送日         | アーティスト                                                   |
| ---------- | -------------- | -------------------------------------------------------------- |
| 1          | 2006年10月01日 | 杉山清貴                                                       |
| 2          | 2006年10月08日 | 徳永英明                                                       |
| 3          | 2006年10月15日 | 川嶋あい                                                       |
| 4          | 2006年10月22日 | 世良公則                                                       |
| 5          | 2006年10月29日 | 大黒摩季                                                       |
| 6          | 2006年11月05日 | 上田正樹                                                       |
| 7          | 2006年11月12日 | 高嶋ちさ子                                                     |
| 8          | 2006年11月19日 | 尾崎亜美                                                       |
| 9          | 2006年11月26日 | 横山剣                                                         |
| 10         | 2006年12月03日 | 河口恭吾                                                       |
| 11         | 2006年12月10日 | 一青窈                                                         |
| 12         | 2006年12月17日 | 広瀬香美                                                       |
| 13         | 2006年12月24日 | 稲垣潤一                                                       |
| 14         | 2007年01月07日 | 吉川忠英                                                       |
| 15         | 2007年01月14日 | スガシカオ                                                     |
| 16         | 2007年01月21日 | 久石譲                                                         |
| 17         | 2007年01月28日 | CHAGE and ASKA                                                 |
| 18         | 2007年02月04日 | 千住真理子                                                     |
| 19         | 2007年02月11日 | 中村あゆみ                                                     |
| 20         | 2007年02月18日 | クミコ                                                         |
| 21         | 2007年02月25日 | 中村雅俊                                                       |
| 22         | 2007年03月04日 | 秋川雅史                                                       |
| 23         | 2007年03月11日 | 藤田恵美                                                       |
| 24         | 2007年03月18日 | 小柳ゆき                                                       |
| 25         | 2007年03月25日 | 千住明                                                         |
| 26         | 2007年04月01日 | 吉川晃司                                                       |
| 27         | 2007年04月08日 | 松下奈緒                                                       |
| 28         | 2007年04月15日 | 谷村新司                                                       |
| 29         | 2007年04月22日 | 谷村新司                                                       |
| 30         | 2007年04月29日 | Dir en grey（京・薫・Die・Toshiya・Shinya）                    |
| 31         | 2007年05月06日 | 押尾コータロー                                                 |
| 32         | 2007年05月13日 | 綾戸智絵                                                       |
| 33         | 2007年05月20日 | 上原ひろみ                                                     |
| 34         | 2007年06月03日 | 加藤登紀子                                                     |
| 35         | 2007年06月10日 | 村治佳織                                                       |
| 36         | 2007年06月17日 | 石井竜也                                                       |
| 37         | 2007年06月24日 | 河村隆一                                                       |
| 38         | 2007年07月01日 | タケカワユキヒデ                                               |
| 39         | 2007年07月08日 | 矢野沙織                                                       |
| 40         | 2007年07月15日 | 東儀秀樹                                                       |
| 41         | 2007年07月22日 | マリーン                                                       |
| 42         | 2007年08月05日 | 中村中                                                         |
| 43         | 2007年08月12日 | BONNIE PINK                                                    |
| 44         | 2007年08月19日 | 風味堂（渡和久・中富雄也・鳥口マサヤ）                         |
| 45         | 2007年08月26日 | 渡辺美里                                                       |
| 46         | 2007年09月02日 | 戸田恵子                                                       |
| 47         | 2007年09月09日 | 玉置浩二                                                       |
| 48         | 2007年09月16日 | 夏川りみ                                                       |
| 49         | 2007年09月23日 | 吉田恭子                                                       |
| 50         | 2007年09月30日 | 夏木マリ                                                       |
| 51         | 2007年10月07日 | 南こうせつ                                                     |
| 52         | 2007年10月14日 | 手嶌葵                                                         |
| 53         | 2007年10月21日 | BEGIN（比嘉栄昇・島袋優・上地等）                              |
| 54         | 2007年10月28日 | EPO                                                            |
| 55         | 2007年11月04日 | 中孝介                                                         |
| 56         | 2007年11月11日 | 佐藤竹善                                                       |
| 57         | 2007年11月18日 | より子                                                         |
| 58         | 2007年11月25日 | アグネス・チャン                                               |
| 59         | 2007年12月02日 | mihimaru GT（hiroko・miyake）                                  |
| 60         | 2007年12月09日 | 仲道郁代                                                       |
| 61         | 2007年12月16日 | 宇崎竜童                                                       |
| 62         | 2007年12月23日 | TM NETWORK（小室哲哉・宇都宮隆・木根尚登）                     |
| 63         | 2007年12月30日 | LIVE SPECIAL                                                   |
| 64         | 2008年01月06日 | LIVE SPECIAL                                                   |
| 65         | 2008年01月13日 | 佐野史郎                                                       |
| 66         | 2008年01月20日 | 森山直太朗                                                     |
| 67         | 2008年01月27日 | 上原彩子                                                       |
| 68         | 2008年02月03日 | 中島啓江                                                       |
| 69         | 2008年02月10日 | capsule（中田ヤスタカ・こしじまとしこ）                        |
| 70         | 2008年02月17日 | 平原綾香                                                       |
| 71         | 2008年02月24日 | 三村奈々恵                                                     |
| 72         | 2008年03月02日 | 佐々木秀実                                                     |
| 73         | 2008年03月09日 | 角松敏生                                                       |
| 74         | 2008年03月16日 | 斉藤和義                                                       |
| 75         | 2008年03月23日 | 青山テルマ                                                     |
| 76         | 2008年03月30日 | ジェイク・シマブクロ                                           |
| 77         | 2008年04月06日 | Kiroro（玉城千春・金城綾乃）                                   |
| 78         | 2008年04月13日 | 清塚信也                                                       |
| 79         | 2008年04月20日 | 岡平健治                                                       |
| 80         | 2008年04月27日 | 国府弘子                                                       |
| 81         | 2008年05月04日 | 中山うり                                                       |
| 82         | 2008年05月11日 | 三枝成彰                                                       |
| 83         | 2008年05月18日 | My Little Lover                                                |
| 84         | 2008年05月25日 | 鮎川誠                                                         |
| 85         | 2008年06月01日 | 服部隆之                                                       |
| 86         | 2008年06月08日 | 小松亮太                                                       |
| 87         | 2008年06月15日 | 小曽根真                                                       |
| 88         | 2008年06月22日 | 宮沢和史（GANGA ZUMBA）                                        |
| 89         | 2008年06月29日 | なごみーず（伊勢正三・太田裕美・大野真澄）                     |
| 90         | 2008年07月06日 | 奥村愛                                                         |
| 91         | 2008年07月13日 | 石田ミホコ                                                     |
| 92         | 2008年07月20日 | 元ちとせ                                                       |
| 93         | 2008年07月27日 | SOFFet（GooF・YoYo）                                           |
| 94         | 2008年08月03日 | 分山貴美子                                                     |
| 95         | 2008年08月10日 | 相川七瀬                                                       |
| 96         | 2008年08月17日 | 栗コーダーカルテット（栗原正己・川口義之・近藤研二・関島岳郎） |
| 97         | 2008年08月24日 | NOKKO                                                          |
| 98         | 2008年08月31日 | STARDUST REVUE（根本要・柿沼清史・寺田正美・林“VOH”紀勝）      |
| 99         | 2008年09月07日 | みゅーじんプレミアムLIVE～夏の五線譜’08～                      |
| 100        | 2008年09月14日 | みゅーじんプレミアムLIVE～夏の五線譜’08～                      |
| 101        | 2008年09月21日 | 古川展生                                                       |
| 102        | 2008年09月28日 | 藤井フミヤ                                                     |
| 103        | 2008年10月05日 | レ・フレール（斎藤守也・斎藤圭土）                             |
| 104        | 2008年10月12日 | イルカ                                                         |
| 105        | 2008年10月19日 | T-SQUARE（安藤正容・伊東たけし・河野啓三・坂東慧）             |
| 106        | 2008年10月26日 | 石川鷹彦                                                       |
| 107        | 2008年11月02日 | 土屋アンナ                                                     |
| 108        | 2008年11月09日 | 小林香織                                                       |
| 109        | 2008年11月16日 | CHAGE                                                          |
| 110        | 2008年11月23日 | alan                                                           |
| 111        | 2008年11月30日 | 織田哲郎                                                       |
| 112        | 2008年12月07日 | 岩崎宏美                                                       |
| 113        | 2008年12月14日 | 井上道義                                                       |
| 114        | 2008年12月21日 | 井上圭子                                                       |
| 115        | 2008年12月28日 | 森山良子                                                       |
| 116        | 2009年01月04日 | 名曲スペシャル                                                 |
| 117        | 2009年01月11日 | ムッシュかまやつ                                               |
| 118        | 2009年01月18日 | 宮本笑里                                                       |
| 119        | 2009年01月25日 | 神保彰                                                         |
| 120        | 2009年02月01日 | 秋元順子                                                       |
| 121        | 2009年02月08日 | 柴田淳                                                         |
| 122        | 2009年02月15日 | 清春                                                           |
| 123        | 2009年02月22日 | 塩谷哲                                                         |
| 124        | 2009年03月01日 | 甲斐バンド                                                     |
| 125        | 2009年03月08日 | 三浦友理枝（Pf）・川久保賜紀（Vn）・遠藤真理（Vc）             |
| 126        | 2009年03月15日 | JUJU                                                           |
| 127        | 2009年03月22日 | 小林研一郎                                                     |